# Мюллер, Фридрих (епископ)
Фридрих Мюллер (нем. Friedrich Müller; 15 мая 1828, Сигишоара — 25 апреля 1915, Сибиу) — трансильванский протестантский церковный деятель, епископ Евангелической церкви Аугсбургского исповедания Румынии, историк церкви, прозаик. Доктор наук.

## Биография
В 1846—1848 годах изучал теологию, историю и филологию в университетах Лейпцига и Берлина. Во время революции 1848—1849 годов в Венгрии сражался на стороне Габсбургов.
В 1863—1869 годах преподавал и руководил горным училищем в Сигишоаре. С 1869 по 1874 год служил священником. В 1870 году стал членом Консистории протестантской церкви, затем до 1893 года — священником прихода в Сибиу. В 1883—1893 годах был епископским викарием.
В 1893—1906 годами — епископ Евангелической церкви Аугсбургского исповедания Трансильвании.
Из-за мадьяризации последовавшей после австро-венгерского соглашения 1867 года, выступал сторонником австрийской монархии, за единое национальное государство Германии, против мадьярского национализма. Стремился улучшить внутреннюю структуру церкви.
В 1883 году стал доктором философии в университете Марбурга, в 1896 году — в университете Клужа и теологии в Лейпцигском университете (1889).

## Научная деятельность
Занимался археологией и эпиграфикой, историей Трансильванской церкви, колоколов и ювелирных изделий. Он автор сборника трансильванских легенд (Siebenbürgische Sagen, 1857), занимался исследованием трансильванско-немецкой письменности и языка.

## Избранные публикации
- Beiträge zur Geschichte des Hexenglaubens und des Hexenprozesses in Siebenbürge, 1854
- Geschichte der Siebenbürger Hospitäler bis zum Jahre 1625, 1856
- Siebenbürger Sagen. 1857, 2. Auflage 1883
- Die kirchliche Baukunst des romanischen Styles in Siebenbürgen. Mit 3 lithographischen Tafeln, 23 Holzschnitten und 2 Facsimiles. Wien 1858.
- Unsere Pfarrerswahl und der Entwurf des evang. Landeskonsistoriums A. B. vom 6. März 1862.
- Dass unseren Schulen im Turnen ein längst vermisstes Mittel der Jugendbildung geboten sei. 1863.
- Dass in dem Turnen auch unserm Volke eine kräftige zeitgemässe Erziehung geboten sei. Rede bei der Einweihung, der Schässburger Turnhalle am 14. Nov. 1863. Hermannstadt 1863.
- Deutsche Sprachdenkmäler aus Siebenbürgen. Aus schriftlichen Quellen des XII. bis XVI. Jahrhunderts. Hermannstadt 1864.
- Deutsche Sprachdenkmäler aus Siebenbürgen (Monumente lingvistice germane din Transilvania), Editura Kriterion, Bucrești 1986.
- Die römischen Inschriften in Dacien. Gesammelt und bearbeitet von M. J. Ackner und Friedr. Müller. Wien 1865.
- Referat bezüglich des Lehrplans für die Seminarien, 1871
- Geprüft und bestanden, Novelle, 1892
- Erlöst, 1894
- Aus der Spätsommerfrische, 1894

Zur Schässburger Frauenfrage, 1895
Licht und Schatten, 1897
Der «Siebenbürger Bischof», 1897
Fraterna caritas, 1900